# Філіппіки (Цицерон)
Філіппіки (лат. Philippicae, однина Philippica) — серія з 14 промов, написаних Цицероном у 44 і 43 роках до н. е., в який засуджувався Марк Антоній. Цицерон порівнював ці промови з промовами Демосфена проти Філіпа II Македонського; і промови Демосфена, і промови Цицерона стали відомі як «Філіппіки». Друга Філіппіка Цицерона написана за зразком Демосфенової De Corona («Про корону»).

## Загальні відомості
Промови були виголошені після вбивства Юлія Цезаря, під час боротьби за владу між прихильниками володаря та його вбивцями. Хоча Цицерон не був причетний до вбивства, він погоджувався з ним і вважав, що Антоній також повинен був бути усунутий. У «Філіппіках» Цицерон намагався згуртувати сенат проти Антонія, якого він засуджував як загрозу Римській республіці.
Філіппіки переконали сенат оголосити Антонія ворогом держави і відправити проти нього військо. Однак командири загинули в бою, тож сенатська армія перейшла під контроль Октавіана. Коли Октавіан, Антоній і Марк Лепід утворили другий тріумвірат, Антоній наполіг на тому, щоб вони відправили у вигнання Цицерона в помсту за Філіппіки. Незабаром після цього Цицерона вистежили і вбили.

## Зміст
Чотирнадцять виступів:
- 1-а Філіппіка (промова в сенаті, 2 вересня 44 року): Цицерон критикує законодавство чинних консулів Марка Антонія та Публія Корнелія Долабелли, які, за його словами, діяли всупереч волі покійного Цезаря (acta Caesaris). Він вимагає, щоб консули повернулися до турботи про добробут римського народу.
- 2-га Філіппіка (памфлет, задуманий як сенаторська промова, 24 жовтня 44 року, можливо, опублікований лише після смерті Цицерона): Запеклі нападки на Марка Антонія, в тому числі звинувачення в аморальності його політичних амбіцій. Це найдовша з «Філіппік» Цицерона.
- 3-я Філіппінська (промова в сенаті, 20 грудня 44 року, вранці): Побоюючись судового переслідування після того, як 1 січня закінчиться термін його перебування на посаді консула, Антоній з військом залишив Рим і попрямував до Цизальпійської Галлії. Цицерон закликає сенат виступити проти Антонія і вимагає, щоб вони проявили солідарність з Октавіаном і Децимом Брутом Альбіном (одним з убивць Цезаря, який тепер виконував обов'язки намісника Цизальпійської Галлії).
- 4-а Філіппіка (промова в народних зборах, 20 грудня 44 року, в другій половині дня): Цицерон засуджує Марка Антонія як ворога народу і стверджує, що мир з Антонієм немислимий.
- 5-а Філіппіка (промова в сенаті, що відбулася в храмі Юпітера Капітолійського 1 січня 43 року в присутності нових консулів Авла Гіртія та Гая Вібія Панса Цетронія): Цицерон закликає сенат не відправляти дипломатів до Марка Антонія і застерігає від намірів Антонія. Цицерон пропонує сенату вшанувати Децима Брута, Октавіана та його війська, а також Марка Емілія Лепіда. Пропозиції Цицерона відхиляються, сенат відправляє до Марка Антонія трьох колишніх консулів Луція Кальпурнія Піза Цезоніна, Луція Марція Філіппа та Сервія Сульпіція Руфа.
- 6-та Філіппінська (промова на народних зборах, 4 січня 43 року): Цицерон описує дипломатів, висланих сенатом, як лише відтермінування неминучого оголошення війни проти Марка Антонія. Він вважає, що війна настане після повернення дипломатів. Він закликає до одностайності в боротьбі за свободу.
- 7-а Філіппіка (промова в сенаті, поза порядком денним, в середині січня 43 року): Цицерон представляє себе адвокатом миру, але вважає війну проти Марка Антонія вимогою часу. Він знову вимагає припинити переговори з Марком Антонієм.
- 8-а Філіппіка (промова в сенаті, 3 лютого 43 року): Оскільки Антоній відхилив вимоги сенату, Цицерон робить висновок, що політична ситуація де-факто є війною. Він радше використовує слово bellum (війна), ніж tumultus (заворушення), щоб описати поточну ситуацію. Він критикує колишнього консула Квінта Фуція Калена, який хоче домовитися про мир з Марком Антонієм: мир при ньому був би тим самим, що й рабство. Він пропонує амністію всім солдатам, які покинуть Антонія до 15 березня 43 року, але тих, хто залишиться з ним пізніше, слід вважати ворогами народу. Сенат погоджується.
- 9-та Філіппіка (промова в сенаті, 4 лютого 43 року): Цицерон вимагає, щоб сенат вшанував Сервія Сульпіція Руфа, який загинув під час посольства до Марка Антонія. Сенат погоджується на цю пропозицію.
- 10-та Філіппіка (промова в сенаті, в середині лютого 43 року): Цицерон вихваляє військові подвиги Марка Юнія Брута в Македонії та Іллірикумі. Він вимагає, щоб сенат затвердив Брута на посаді намісника Македонії, Іллірікуму та Греції разом з військами. Сенат погоджується.
- 11-та Філіппінська (промова в сенаті, кінець лютого 43 року): Цицерон звинувачує Долабеллу у вбивстві Гая Требонія, намісника Азії. Він вимагає, щоб намісником Сирії став Гай Кассій Лонгін. Сенат відхиляє цю пропозицію.
- 12-та Філіппіка (промова в сенаті, початок березня 43 року): Цицерон відмовляється від другого посольства до Марка Антонія, хоча спочатку був готовий взяти в ньому участь. Сенат погоджується.
- 13-та Філіппіка (промова в сенаті, 20 березня 43 року): Цицерон критикує Антонія за ведення війни в Північній Італії (Антоній тримав в облозі Децима Брута в Мутині). Коментує лист Антонія до «Гая Цезаря» (Октавіана) та Авла Гіртія. Відкидає запрошення до миру від Лепіда, посилаючись на «злочини» Антонія. Вимагає, щоб сенат вшанував Секста Помпея.
- 14-та Філіппіка (промова в сенаті, 21 квітня 43 року, після перемоги сенаторів над Антонієм у битві на Форумі Галлорум): Цицерон пропонує влаштувати свято подяки і вихваляє полководців-переможців та їхні війська. Він вимагає оголосити Марка Антонія ворогом народу (hostis). Сенат погоджується на останню пропозицію.

## Український переклад
- Марк Туллій Ціцерон. Філіппіки. Катон Старший, або Про старість. Переклав з латини В. Литвинов. — Львів: Апріорі, 2021. 376 с. ISBN 978-617-629-681-2